# Politique des visas du Canada
 (avril 2025).
Le contenu est difficilement compréhensible vu les erreurs de traduction, qui sont peut-être dues à l'utilisation d'un logiciel de traduction automatique.

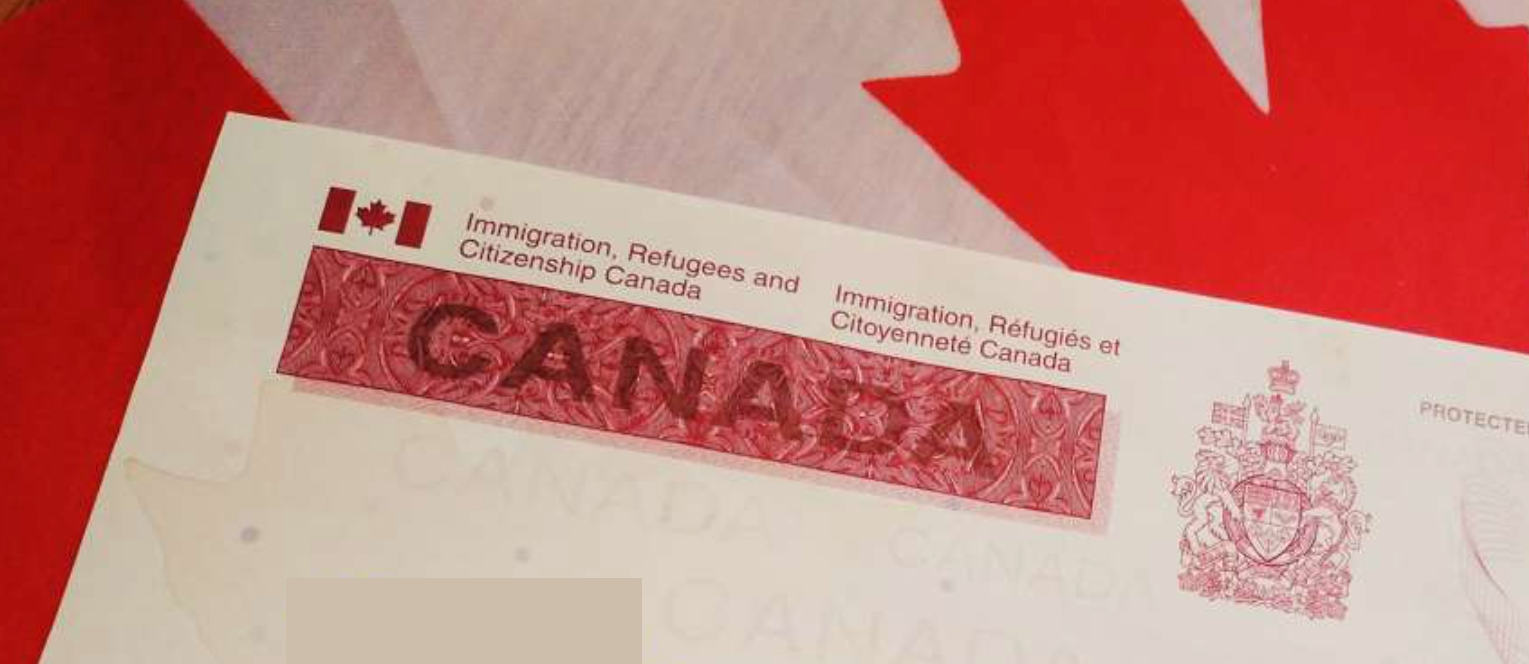
Entête d'un permis délivré par le Gouvernement du Canada à l'intention d'un résident temporaire.

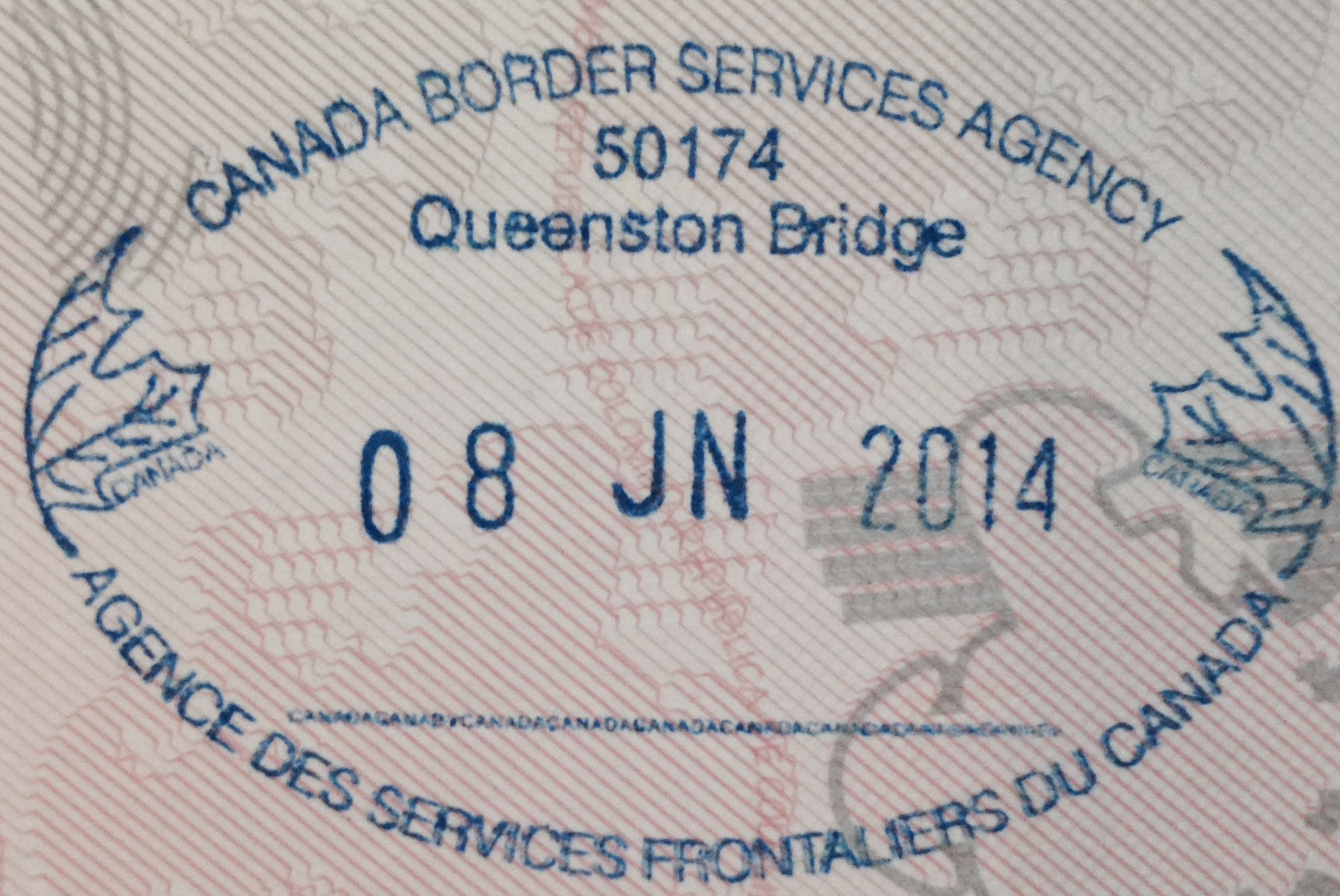
Tampon de passeport d'entrée pour le Canada délivré à un citoyen colombien par l'Agence des services frontaliers du Canada au poste frontalier Lewiston-Queenston en 2014.

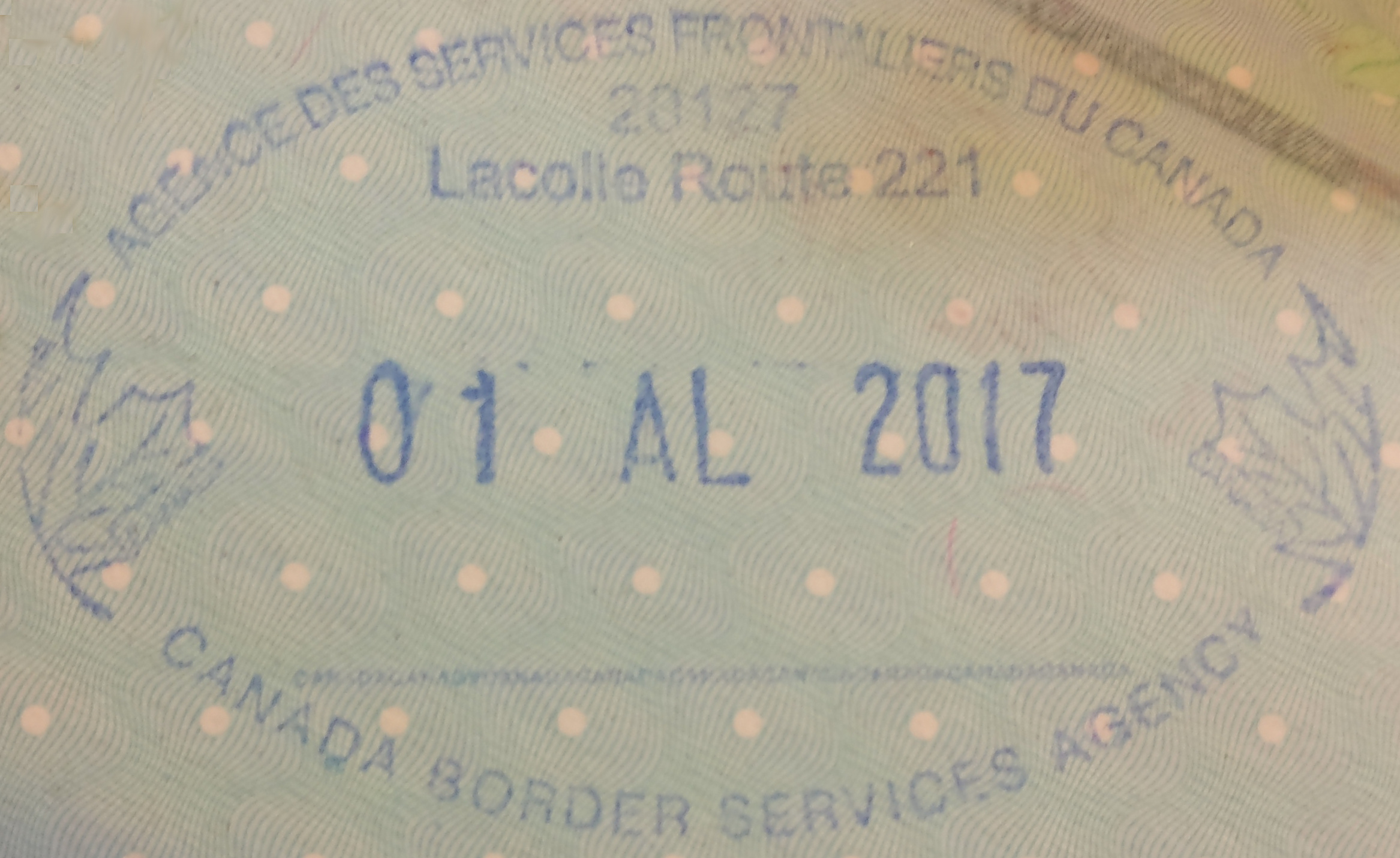
Tampon de passeport d'entrée pour le Canada délivré à un citoyen slovaque en 2017 avec la langue française en premier.

La politique des visas du Canada exige que tout ressortissant étranger souhaitant entrer au Canada obtienne un visa de résident temporaire auprès de l'une des représentations diplomatiques canadiennes, à moins qu'il ne détienne un passeport délivré par l'un des 54 pays et territoires exemptés de visa ou une preuve de résidence permanente des États-Unis. Dans ce cas, le visiteur est dispensé de visa et peut séjourner jusqu'à trois mois sur le territoire canadien.
Tous les voyageurs exemptés de visa au Canada (à l'exception des citoyens des États-Unis et des résidents permanents) doivent obtenir une autorisation de voyage électronique (AVE) lorsqu'ils arrivent au Canada par avion depuis le 10 novembre 2016,. Les voyageurs ont commencé à demander l'AVE dès le 1er août 2015. Cette autorisation est établie sur le même modèle que l'ESTA aux États-Unis.
Les demandes de visas de visiteur, de permis de travail, de permis d'études et de certains types de résidence permanente peuvent être soumises en ligne. Cependant, ces personnes doivent fournir leurs données biométriques (photographie et empreintes digitales) dans le cadre de leur processus de demande. Selon le pays par lequel le passeport a été délivré, une demande de visa peut devoir être soumise à un centre de demande de visa d'une mission diplomatique canadienne. Les demandes initiales (c'est-à-dire les premières demandes) se font généralement à l'étranger, les autres demandes se font plutôt à partir du Canada.

## Exemptions de visa
Les titulaires de passeports délivrés par les 54 pays et territoires suivants peuvent visiter le Canada sans obtenir de visa pour une période pouvant aller jusqu'à six mois. Ils sont tenus d'obtenir une AVE s'ils arrivent par voie aérienne, à l'exception des ressortissants américains et des citoyens français résidant à Saint-Pierre et Miquelon arrivant directement du territoire, dispensés de l'obligation de visa.
Les visiteurs sont éligibles s'ils sont en bonne santé, peuvent convaincre un agent d'immigration qu'ils ont des liens (travail, domicile, avoirs financiers ou famille) qui les ramènent à leur pays d'origine et qu'ils disposent de suffisamment d'argent pour leur séjour. Dans certains cas, un examen médical ou une lettre d'invitation peuvent être exigés. Les agents d'immigration ont le pouvoir discrétionnaire de limiter la durée pendant laquelle les visiteurs peuvent entrer dans le pays et d'imposer des conditions supplémentaires dans le cadre de leur séjour au Canada. C'est l'agent de l'ASFC qui prend la décision finale sur la demande d'entrée d'une personne, même si celle-ci est en tourisme et ne demande pas de visa par exemple. Un AVE n'est pas un visa et n'offre pas le droit d'entrée au Canada.
| - Union européenne                                                                        | | |
| - Andorre - Australie - Bahamas - Barbade - Brunei - Chili - Hong Kong - Islande - Israël | - Japon - Liechtenstein - Mexique - Monaco - Nouvelle-Zélande - Norvège - Papua New Guinea - Samoa - San Marino | - Singapore - Solomon Islands - South Korea - Switzerland - Taiwan - United Arab Emirates - United Kingdom - United States - Vatican City |

Séjour autorisé
À l'entrée, les agents des services frontaliers du Canada (ASF) tamponnent les passeports ou les documents de voyage et les visiteurs bénéficient d'un séjour de six mois à compter de la date d'entrée. Toutefois, si une date précise était inscrite sur le timbre, le visiteur doit quitter le Canada avant cette date,. Les visiteurs souhaitant prolonger leur date de statut doivent en faire la demande au minimum 30 jours avant son expiration.
Critères d'inclusion au programme
Pour être ajouté à la liste d'exemption de visa, un pays doit remplir une quarantaine de conditions, qui ont été regroupées en sept catégories :
- conditions socio-économiques
- problèmes d'immigration
- intégrité des documents de voyage
- problèmes de sûreté et de sécurité
- gestion des frontières
- questions relatives aux droits de l'homme
- considérations bilatérales.

La décision est prise en analysant tous les critères par un examen global au lieu d'une liste de contrôle afin qu'il y ait un certain niveau de flexibilité dans la sélection. Ces critères peuvent aussi être purement politiques, ils sont fixés par le Ministre des Affaires étrangères du Canada.

### Autorisation de voyage électronique
En décembre 2013, le gouvernement canadien a annoncé son intention d'introduire un système nommé Autorisation de voyage électronique (AVE ; en anglais : Electronic Travel Authorization, eTA), similaire au système électronique américain d'autorisation de voyage (ESTA), dans le cadre d'un plan d'action visant à établir une approche commune pour le filtrage des étrangers exemptés de visa. Le commissaire à la protection de la vie privée du Canada s'est dit préoccupé par le plan. Les voyageurs ont pu demander l'AVE dès le mois d'août 2015 et la politique est entré pleinement en vigueur le 10 novembre 2016.
Les visiteurs peuvent demander l'AVE via le site Web d'Immigration, Réfugiés et Citoyenneté Canada (IRCC) et doivent payer des frais de CA$7  Les visiteurs doivent fournir des détails biographiques, un passeport et des informations sur les antécédents, notamment la citoyenneté supplémentaire, les fonds disponibles, les informations sur l'emploi et les coordonnées. Les candidats doivent également répondre à des questions sur leur santé, leurs antécédents d'immigration et leurs éventuelles condamnations. Contrairement à une demande de visa, il y a moins de questions en général et aucune question sur leur plan de voyage détaillé. À la suite d'une évaluation des risques du demandeur, une AVE valide pour de multiples entrées au Canada sur une période pouvant aller jusqu'à cinq ans ou jusqu'à la date d'expiration du passeport, selon la plus courte des deux, devrait être délivrée.

#### Ressortissants exemptés de visa
Une AVE est obligatoire pour tous les ressortissants exemptés de visa lorsqu'ils arrivent par avion (à l'exception des citoyens américains et des résidents permanents  ). Cependant, une AVE n'est pas nécessaire pour l'entrée par voie terrestre via l'un des passages frontaliers terrestres avec les États-Unis ou l'entrée par voie maritime. Après l'arrivée à un point d'entrée, l'admission au Canada est accordée à la discrétion d'un agent de l'Agence des services frontaliers du Canada.

#### Ressortissants soumis à visa
Les ressortissants des pays suivants qui ont détenu un visa canadien au cours des dix dernières années ou qui détiennent un visa américain de résidence temporaire (non-immigrant) valide peuvent demander une AVE, au lieu d'un visa, pour voyager au Canada par avion. Cependant, un visa canadien valide est toujours requis pour voyager au Canada par voie terrestre ou maritime.
| - Antigua and Barbuda - Argentina - Brazil - Costa Rica - Morocco | - Panama - Philippines - Saint Kitts and Nevis - Saint Lucia - Saint Vincent and the Grenadines | - Seychelles - Thailand - Trinidad and Tobago - Uruguay |

La plupart des personnes qui utilisent un titre de voyage pour réfugiés des Nations unies pour se rendre au Canada doivent obtenir un visa de visiteur.

#### Exemptions AVE
Les personnes suivantes sont dispensées de demander une AVE :
- les titulaires d'un titre de voyage canadien valide pour réfugié sont exemptés des exigences de visa et d'AVE[23].
- Citoyens français résidant à Saint-Pierre-et-Miquelon et entrant au Canada directement à partir du territoire ;
- titulaires de visas canadiens ;
- les visiteurs, étudiants ou travailleurs titulaires d'un permis d'études, de travail ou de séjour temporaire valide qui ne visitent que les États-Unis ou Saint-Pierre et Miquelon, à condition qu'ils reviennent au Canada avant l'expiration de leur période de séjour autorisée ;
- Ressortissants étrangers qui transitent par un aéroport canadien dans le cadre du Programme de transit sans visa ou de transit en Chine.
- membres d'équipage ;
- rendre visite à des membres des forces armées d'un État désigné ;
- titulaires d'accréditations diplomatiques;
- les personnes qui effectuent des inspections des procédures d'exploitation des vols ou de la sécurité de la cabine d'un transporteur aérien commercial exploitant des vols internationaux et détenant des documents valides.

De plus, les personnes sur un vol en provenance ou à destination des États-Unis et qui s'arrêtent au Canada pour les besoins de ravitaillement d'un avion n'ont pas besoin d'une AVE, pas plus que celles sur un vol qui a effectué un atterrissage d'urgence au Canada.
Les personnes suivantes n'ont pas besoin d'une AVE pour entrer au Canada par voie aérienne et ne peuvent pas demander une AVE :
- Les résidents permanents du Canada[24].
- Les citoyens américains.
- Les résidents permanents des États-Unis.

#### Double citoyenneté et résidents permanents
Les citoyens canadiens qui ont également la citoyenneté ou la nationalité d'un pays exempté de visa (à l'exception des États-Unis) et qui n'ont pas de passeport canadien valide ne peuvent pas demander une AVE et sont tenus d'entrer au Canada avec un passeport canadien lorsqu'ils arrivent au Canada par les airs. Cependant, ceux qui ont un vol vers le Canada dans 10 jours et qui satisfont aux exigences peuvent demander une autorisation spéciale unique en ligne, qui est valide pour un maximum de 4 jours à compter de la date de début du voyage du demandeur et une seule entrée au Canada. Pour être éligibles, ils doivent répondre à l'une des conditions suivantes :
- avoir déjà détenu un passeport canadien;
- avoir reçu un certificat de citoyenneté canadienne; ou,
- avoir obtenu la citoyenneté canadienne après être devenu résident permanent (c'est-à-dire un citoyen naturalisé).

L'autorisation spéciale ne s'applique pas aux citoyens canadiens qui ne répondent pas aux exigences ni à ceux qui entrent au Canada par voie terrestre ou maritime. Comme les titulaires de passeports américains ne sont en aucun cas tenus de demander une AVE, cette mesure ne s'applique pas non plus à eux, et ils peuvent continuer à voyager au Canada avec leur passeport américain par voie aérienne même s'ils n'ont pas de passeport canadien.
Les résidents permanents du Canada en provenance de pays exemptés de visa ne sont pas non plus autorisés à demander une AVE et doivent voyager avec leur carte RP valide ou un titre de voyage pour résident permanent (TVRP) à usage unique lorsqu'ils se rendent au Canada par avion, à moins qu'ils ne détiennent un passeport américain. Les personnes ne disposant pas de carte RP ou TVRP valides ne sont pas autorisées à embarquer sur un vol à destination du Canada et, si elles ne souhaitent plus conserver leur statut de résident permanent, ces personnes doivent d'abord y renoncer afin d'être éligibles à une AVE. Alternativement, ils peuvent entrer au Canada par voie terrestre ou maritime.
Les citoyens canadiens, voyageant sans passeport canadien ou américain, ainsi que les résidents permanents ont régulièrement des problèmes pour s'enregistrer en ligne pour les vols à destination du Canada, car les systèmes des compagnies aériennes ne peuvent pas trouver la confirmation AVE. Ces voyageurs sont donc obligés de s'enregistrer à l'aéroport. Dans certains cas, les voyageurs se voient refuser l'embarquement en raison d'une mise en œuvre incorrecte des exemptions AVE par les compagnies aériennes,.

## Transit
Les ressortissants étrangers qui doivent transiter par le Canada pour atteindre leur destination finale et qui ne sont pas encore autorisés à voyager au Canada comme visiteurs (avec un visa, une AVE ou une exemption) ont besoin d'un visa de transit, à moins qu'ils ne remplissent l'une des conditions énumérées ci-dessous.

### Dérogations spéciales pour les voyageurs à destination et en provenance des États-Unis
Le programme de transit sans visa (TWOV) et le programme de transit en Chine (CTP) permettent à certains ressortissants non exemptés de visa de transiter par le Canada à destination et en provenance des États-Unis sans visa de transit canadien et sans demander l'obtention de l'AVE. Pour être éligibles, ils doivent remplir les conditions suivantes :
- détenir un visa américain,
- voyager sur une compagnie aérienne approuvée (Air Canada, Air Canada Rouge, Air China, Cathay Pacific, China Eastern, China Southern, Hainan Airlines, Philippine Airlines, Westjet, Xiamen Airlines ainsi que les vols Air Canada Express opérés par Jazz Air uniquement ; vols en partage de code opérés par une compagnie aérienne ne figurant pas sur la liste ne sont pas éligibles),
- transiter par l'un de ces aéroport canadiens :
  - Aéroport international de Vancouver
  - Aéroport international de Calgary
  - Aéroport international de Winnipeg
  - Aérogare 1 de l'aéroport international Pearson de Toronto
  - Aéroport international Montréal-Trudeau : pour les participants CTP seulement; lorsque vous voyagez aux États-Unis à partir de l'un des aéroports autorisés sur tout vol d'Air Canada, Air Canada Express et Air Canada Rouge via Montréal, ou en provenance des États-Unis sur tout vol d'Air Canada, Air Canada Express et Air Canada Rouge vers Montréal,
- quitter le Canada dans les 24 heures.

De plus, les passagers doivent rester dans la zone de transit international stérile lorsqu'ils arrivent des États-Unis, ou dans la zone de pré-dédouanement lorsqu'ils arrivent d'un pays tiers et avoir passé l'immigration et les douanes américaines. Il est interdit de quitter la zone désignée.
Lorsqu'il voyage aux États-Unis, un passager doit détenir un visa américain valide et non expiré afin de passer l'immigration et les douanes américaines. Cependant, un visa américain expiré est acceptable pour le transit lors d'un voyage des États-Unis vers un pays tiers si le passager n'a pas dépassé la période autorisée de séjour aux États-Unis et ne fait pas l'objet d'une ordonnance de renvoi ou d'expulsion.

## Types de résidents temporaires et visas canadiens

### Types de résidents temporaires
Selon la définition du gouvernement canadien, un résident temporaire, par opposition à un résident permanent, est « un ressortissant étranger légalement autorisé à entrer au Canada à des fins temporaires ». Les résidents temporaires sont soumis à un certain nombre de conditions, telles que la durée du séjour et la capacité de travailler ou d'étudier pendant leur séjour au Canada.
Il existe quatre types de résidents temporaires :
- Visiteurs,
- Étudiants[32],
- Travailleurs étrangers temporaires (TET),
- Titulaires d'un permis de séjour temporaire (PST).

À l'exception des visiteurs qui peuvent entrer au Canada avec une preuve de citoyenneté, une AVE ou un visa de résident temporaire selon leur nationalité, tous les autres résidents temporaires doivent détenir un permis valide pendant leur séjour au Canada, qui doit être appliqué avant l'arrivée, à l'arrivée ou après l'arrivée. Ils peuvent également avoir besoin d'une AVE ou d'un visa de résident temporaire pour rentrer au Canada. Dès l'acceptation d'une demande de permis d'étude ou de travail, une AVE est automatiquement soumise.
Les personnes ayant le statut de résident temporaire au Canada peuvent présenter une demande de prolongation de séjour en présentant une demande au moins 30 jours avant l'expiration de leur période de séjour autorisée,,.

#### Permis d'études à l'arrivée
Les titulaires de passeports délivrés par le Groenland et les États-Unis, les résidents permanents des États-Unis, les citoyens français résidant à Saint-Pierre-et-Miquelon et les ressortissants de pays exemptés de visa peuvent demander un permis d'études à leur arrivée s'ils détiennent suffisamment de documents, ce qui facilite leur arrivée car il n'y aura pas de délai et la décision sera rendue immédiatement par un agent au point d'entrée .

#### Professionnels de l'ALENA
Les ressortissants du Mexique et des États-Unis dont les professions sont couvertes par l'Accord de libre-échange nord-américain (ALENA) peuvent demander un permis de travail dès leur arrivée à un point d'entrée

#### Vacances-travail
Le programme vacances-travail du Canada, Expérience internationale Canada (EIC), offre aux citoyens non canadiens la possibilité de travailler au Canada en tant que travailleur temporaire avec un permis de travail EIC. L'IEC est divisé en trois volets :
- Vacances-travail,
- Jeunes professionnels,
- Stage coop international.

Selon les accords avec les pays respectifs, les citoyens non canadiens peuvent être admissibles à participer aux trois volets, ou à un ou deux volets sur les trois. Pour être éligibles, ils doivent être citoyens des pays suivants dans la limite d'âge:
| - Australia - Austria - Belgium - Chile - Costa Rica - Croatia - Czech Republic - Denmark - Estonia - France - Germany - Greece | - Hong Kong - Ireland - Italy - Japan - Latvia - Lithuania - Mexico - Netherlands - New Zealand - Norway - Poland - Portugal | - San Marino - Slovakia - Slovenia - South Korea - Spain - Sweden - Switzerland - Taiwan - Ukraine - United Kingdom |

Les ressortissants autres que ces pays ne peuvent pas participer à ce programme.

### Visa de résident temporaire
Les citoyens de la majorité des pays ont besoin d'un visa de résident temporaire pour entrer au Canada. Ils doivent postuler soit en ligne, soit sur papier dans l'un des centres de demande de visa,.
Le Canada a introduit un programme connu sous le nom de CAN+ pour les visiteurs de certains pays qui sont venus au Canada au cours des 10 dernières années ou qui possèdent un visa américain valide. Lorsqu'il postule via CAN +, le demandeur n'a qu'à soumettre sa preuve de voyage aux États-Unis ou au Canada et peu soumettre moins de preuves de soutien financier. Le programme n'est disponible que dans certains bureaux des visas ou pour les ressortissants de certains pays,,,,,.
Les parents et grands-parents de citoyens canadiens ou de résidents permanents peuvent demander le super visa pour parents et grands-parents qui leur permet de séjourner jusqu'à deux ans au Canada sans renouveler leur statut. Les citoyens d'un pays exempté de visa et les résidents permanents américains peuvent également demander et bénéficier du même avantage, mais ils ne recevront pas d'étiquette de visa dans leur passeport. Ils doivent également demander une AVE après l'approbation de leur demande afin de voyager au Canada.

### Données biométrique
Le Canada a élargi ses exigences en matière de biométrie (empreintes digitales et photographie) en 2018 et 2019. Les demandeurs d'un visa de visiteur, d'un permis d'études, d'un permis de travail ou de résidence permanente doivent soumettre leurs données biométriques à l'un des CRDV s'ils se trouvent à l'extérieur du Canada et des États-Unis, à l'un des centres de soutien aux demandes (CSA) tenus par le Services de citoyenneté et d'immigration des États-Unis (USCIS) si aux États-Unis, ou à un emplacement désigné de Service Canada si au Canada. Pour les personnes qui sont éligibles pour recevoir un permis de travail ou un permis d'études à leur arrivée ou qui demandent l'asile, les données biométriques seront collectées à un point d'entrée.
L'expansion de la collecte biométrique s'est faite en trois grandes étapes :
- Depuis le 31 juillet 2018, les candidats ayant la nationalité des pays d'Europe, du Moyen-Orient et d'Afrique doivent fournir des données biométriques.
- Le 31 décembre 2018, l'exigence a été étendue aux citoyens des pays d'Asie, d'Océanie, d'Amérique du Nord et d'Amérique du Sud, à l'exception des personnes déjà au Canada.
- Le 3 décembre 2019, l'exigence a été étendue aux ressortissants étrangers situés au Canada, complétant ainsi l'élargissement[51].

Les données biométriques sont collectées une fois tous les 10 ans et seront partagées avec les gouvernements des autres pays des Five Eyes. Les personnes doivent payer des frais dans le cadre de leur candidature.
Les citoyens canadiens et les personnes qui ont obtenu la résidence permanente (sauf s'ils ont officiellement perdu leur résidence permanente) sont exemptés de la collecte de leurs données biométriques. Les catégories de personnes suivantes sont également exemptées :
- Citoyens et ressortissants américains (non exemptés si demande de la résidence permanente);
- Citoyens de pays exemptés de visa et résidents permanents légaux des États-Unis en visite temporaire au Canada et titulaires d'une AVE valide ;
- Les personnes de moins de 14 ans ou de plus de 79 ans (pas d'exemption pour les demandeurs d'asile de plus de 79 ans) ;
- Diplomates, ministres et chefs d'État ;
- Les personnes éligibles transitant par le Canada en vertu du TWOV ou du CTP et détenant un visa américain.

Les personnes suivantes ne sont plus tenues de donner leurs données biométriques, à condition que leurs données biométriques aient déjà été soumises dans le cadre de leur demande :
- Les demandeurs d'asile qui demandent un permis de travail ou d'études ;
- Demandeurs de résidence permanente qui demandent toute forme de résidence temporaire pendant que leur demande de résidence permanente est en cours de traitement.

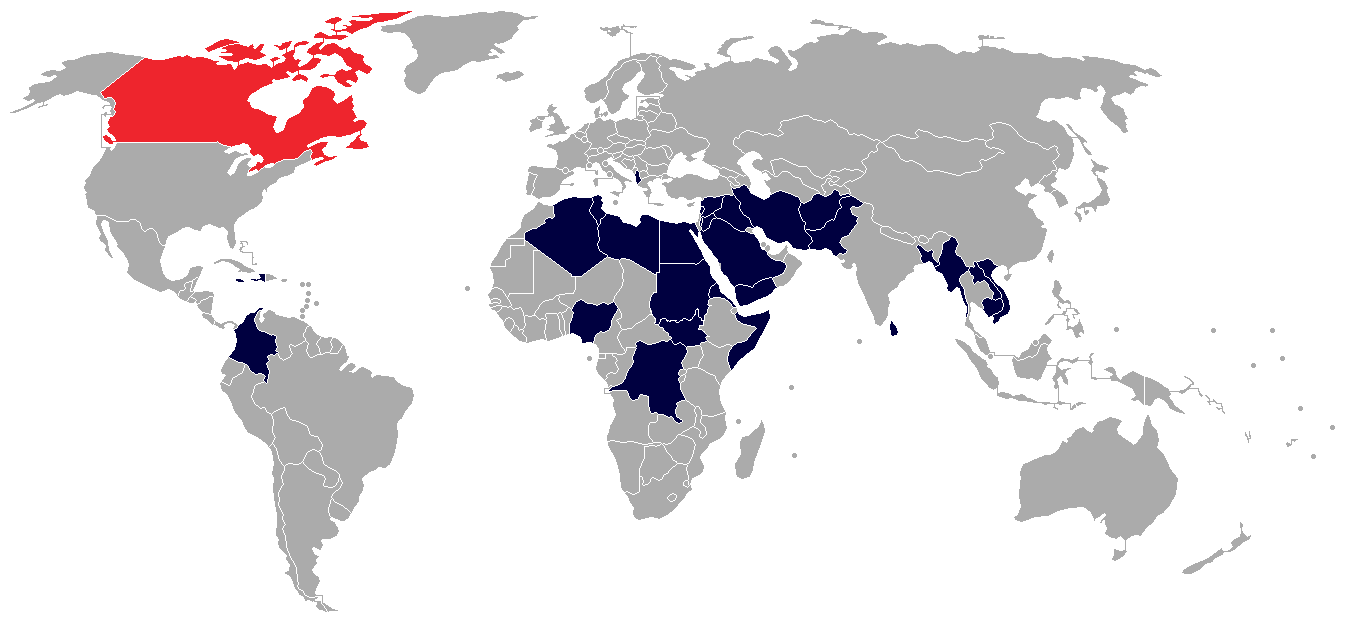
Pays dont les citoyens ont dû subir une collecte obligatoire de données biométriques pour un visa canadien avant la date de mise en œuvre mondiale.

Avant le 31 juillet 2018, les candidats des 30 pays suivants devaient continuer à fournir des données biométriques dans le cadre d'une exigence pilote à partir de 2013. Ceux qui ont demandé un visa avant le 31 juillet 2018 devaient fournir leurs données biométriques chaque fois qu'ils soumettaient une demande. Cependant, ceux qui ont soumis une demande après cette date n'auront plus besoin de fournir des données biométriques s'ils les ont déjà fournies dans le passé, et leurs données biométriques seraient valides pendant 10 ans à compter de la dernière fois qu'ils les ont fournies.
| - Afghanistan - Albanie - Algérie - Bangladesh - Cambodge - Colombie - République démocratique du Congo - Égypte - Érythrée - Haïti | - Iran - Irak - Jamaïque - Jordanie - Laos - Liban - Libye - Myanmar - Nigeria - Pakistan | - Palestine - Arabie saoudite - Somalie - Soudan du Sud - Sri Lanka - Soudan - Syrie - Tunisie - Vietnam - Yémen |  |

## Statistiques
Nombre de visas touristiques délivrés :
| Année | Nombre de visas |
| ----- | --------------- |
| 2012  | 663 911         |
| 2013  | 685 923         |
| 2014  | 834 362         |
| 2015  | 919 761         |
| 2016  | 1 028 834       |

La plupart des visas de visiteur, pour l'année 2016, ont été délivrés aux ressortissants des pays suivants :
| Demande depuis le pays | Visas délivrés |
| ---------------------- | -------------- |
| China                  | 350 940        |
| India                  | 148 193        |
| Mexico                 | 74 767         |
| Brazil                 | 61 571         |
| Philippines            | 34 889         |
| Iran                   | 16 752         |
| Pakistan               | 15 638         |
| Nigeria                | 15 529         |
| Vietnam                | 15 013         |
| Indonesia              | 14 555         |

Statistiques d'arrivée
La plupart des visiteurs arrivant au Canada sont venus des pays suivants,,, :
| Pays/Territoire   | 2017       | 2016       | 2015       | 2014       | 2013       |
| ----------------- | ---------- | ---------- | ---------- | ---------- | ---------- |
| États-Unis        | 24,335,415 | 23,895,385 | 22,057,860 | 20,345,412 | 20,435,329 |
| Royaume-Uni       | 819,530    | 850,841    | 733,280    | 695,787    | 663,219    |
| Chine             | 694,543    | 624,865    | 511,234    | 471,823    | 365,314    |
| France            | 576,239    | 552,109    | 507,627    | 490,185    | 465,548    |
| Allemagne         | 399,578    | 381,837    | 343,716    | 341,416    | 322,419    |
| Australie         | 392,364    | 352,345    | 307,123    | 300,844    | 279,936    |
| Mexique           | 366,639    | 252,218    | 204,756    | 180,052    | 156,856    |
| Japon             | 320,309    | 322,220    | 294,934    | 277,305    | 238,474    |
| Corée du Sud      | 293,666    | 254,759    | 204,741    | 183,770    | 158,523    |
| Inde              | 261,801    | 225,121    | 200,094    | 185,888    | 154,409    |
| Hong Kong         | 149,321    | 158,475    | 152,624    | 141,852    | 133,453    |
| Italie            | 142,870    | 138,114    | 128,422    | 125,935    | 100,795    |
| Brésil            | 140,353    | 115,004    | 113,242    | 100,947    | — 94,555   |
| Pays-Bas          | 139,554    | 136,784    | 120,504    | 106,585    | 100,233    |
| Suisse            | 128,563    | 131,901    | 118,202    | 116,358    | 110,303    |
| Taïwan            | 103,642    | 102,629    | 76,124     | 72,436     | 64,036     |
| Espagne           | 99,708     | 90,749     | 76,212     | 68,716     | 56,657     |
| Israël            | 78,340     | 75,638     | 71,361     | 66,529     | 62,806     |
| Belgique          | 74,047     | 70,704     | 60,479     | 55,715     | 52,457     |
| Philippines       | 72,276     | 70,644     | 65,409     | 75,746     | 67,401     |
| Nouvelle-Zélande  | 64,154     | 62,118     | 56,622     | 53,186     | 50,809     |
| Suède             | 51,330     | 51,173     | 43,762     | 43,854     | 40,679     |
| Danemark          | 47,918     | 47,155     | 41,612     | 40,652     | 36,597     |
| Singapour         | 37,981     | 37,702     | 35,370     | 36,511     | 35,689     |
| Jamaïque          | 32,866     | 32,915     | 30,340     | 29,553     | 27,805     |
| Portugal          | 29,726     | 24,160     | 23,579     | 24,787     | 23,750     |
| Trinité-et-Tobago | 27,022     | 25,229     | 23,737     | 22,917     | 24,809     |
| Malaisie          | 14,448     | 14,233     | 13,450     | 13,543     | 12,681     |
| Grèce             | 14,188     | 13,984     | 13,834     | 12,693     | 12,783     |
| Total             | 30 997 320 | 30 142 291 | 27 554 943 | 25 558 014 | 25 167 015 |

## Modifications de la politique des visas
La politique des visas du Canada a subi un certain nombre de changements au cours des dernières années. En 1984, les citoyens de 76 pays pouvaient se rendre au Canada sans visa. Le nombre de pays est maintenant descendu à 54 aujourd'hui.
Le 5 septembre 2002, les restrictions de visa ont été réintroduites pour les citoyens saoudiens voyageant au Canada car « l'Arabie saoudite n'a pas démontré la volonté nécessaire ni qu'elle possède l'infrastructure pour refuser l'utilisation de ses passeports aux terroristes, criminels ou autres personnes inadmissibles ».
Le 24 septembre 2002, les restrictions de visa ont été réintroduites pour les citoyens malaisiens voyageant au Canada car « le passeport malaisien et le système de délivrance des passeports sont vulnérables aux abus »,.
Le 11 mai 2004, les restrictions de visa ont été réintroduites pour les citoyens costaricains voyageant au Canada car « le nombre de ressortissants costaricains se rendant au Canada pour demander l'asile ou pour entrer illégalement aux États-Unis, en utilisant le Canada comme point de transit, continue d'augmenter » et aussi parce qu'il y a "une incidence croissante d'abus de documents costariciens par des ressortissants de pays voisins".
Le 26 mars 2009, les exigences de visa ont été levées pour les citoyens croates voyageant au Canada car "les taux de violation de l'immigration et de refus de demande de visa pour les ressortissants croates ont régulièrement diminué au cours des cinq dernières années, tandis que le nombre de demandes d'asile et de renvois est resté faible".
Le 13 juillet 2009, les restrictions de visa ont été réintroduites pour les citoyens mexicains voyageant au Canada en raison de trois facteurs principaux : le nombre de demandes d'asile de ressortissants mexicains a considérablement augmenté, passant de moins de 3 500 en 2005 à près de 9 500 en 2008, le taux d'infractions en matière d'immigration a régulièrement augmenté lors trois dernières années et les risques liés aux documents de voyage, au crime organisé et à la corruption.
Les citoyens canadiens bénéficient d'un accès sans visa à l'espace Schengen, qui comprend la Tchéquie. Lorsque la République tchèque a rejoint l'Union européenne avec 9 autres pays en 2004, l'Union européenne a entamé un dialogue avec le gouvernement canadien pour lever les exigences de visa pour les citoyens de ces pays afin de bénéficier de la réciprocité des visas entre tous les pays Schengen et le Canada. Le résultat a été la levée des exigences de visa pour les citoyens tchèques en octobre 2007. Cependant, le 16 juillet 2009, le Canada a réintroduit l'obligation de visa pour les citoyens tchèques, car le pourcentage de dépassements de séjour était très élevé puisque de nombreux Roms ont demandé l'asile,. L'UE a exhorté le Canada à « mettre un terme à cette situation hautement regrettable dès que possible ». En octobre 2013, à la suite d'une réforme controversée du système de détermination du statut de réfugié qui a considérablement réduit le nombre de fausses demandes d'asile, le Canada a levé l'obligation de visa pour les citoyens tchèques à compter du 14 novembre 2013.
À partir du 22 novembre 2010, les titulaires d'un passeport taïwanais avec un numéro d'identification personnel ont pu entrer au Canada sans visa en raison que «les taux de refus de VRT et le nombre de violations de l'immigration, de renvois et de demandes d'asile par les titulaires d'un passeport taïwanais sont faibles».
Le 13 septembre 2012, le Botswana, la Namibie, Sainte-Lucie, Saint-Vincent-et-les Grenadines et le Swaziland ont été retirés de la liste des pays exemptés. Par conséquent, les citoyens de ces cinq pays devaient obtenir des visas à l'avance pour se rendre au Canada ou y transiter. Le Botswana, la Namibie et le Swaziland ont été retirés principalement en raison de préoccupations liées à la traite des êtres humains (en particulier des mineurs) et à l'utilisation de documents frauduleux. De plus, la Namibie avait le taux d'infractions en matière d'immigration le plus élevé, avec 81% de ses citoyens au Canada commettant des infractions en matière d'immigration, et 71% des voyageurs namibiens ont fait des demandes d'asile en 2011 au Canada, soit près de trois individus sur quatre entrant au pays. Sainte-Lucie et Saint-Vincent-et-les Grenadines ont été expulsés principalement en raison de documents de voyage peu fiables, notamment parce que "les criminels de ces pays peuvent légalement changer de nom et acquérir de nouveaux passeports". Dans certains cas, des citoyens de ces deux pays "qui ont été expulsés du Canada en raison de risques pour la sécurité sont ensuite revenus avec des passeports différents". En outre, l'expulsion de Sainte-Lucie et de Saint-Vincent-et-les Grenadines a été motivée par le "nombre inacceptable de demandes d'asile en provenance de Sainte-Lucie et de Saint-Vincent, avec environ 1,5 % et 3 % de la population de ces pays. demandeurs d'asile au Canada au cours des cinq dernières années ».
Le 12 mai 2014, le gouvernement du Canada a annoncé une éventuelle suppression des exigences de visa pour les citoyens chiliens, à la suite de sa participation en tant que 38e membre du programme d'exemption de visa. Les exigences de visa ont finalement été levées le 22 novembre 2014.
En octobre 2014, il a été signalé que l'Accord économique et commercial global avec l'Union européenne pourrait ne pas être ratifié par la Bulgarie et la Roumanie à moins que l'obligation de visa ne soit levée pour leurs citoyens par le Canada,. En vertu de la législation canadienne, pour qu'un pays soit ajouté à la liste d'exemption de visa, il doit y avoir : 
- moins de 3 % de violations en matière d'immigration
- un taux de refus de visa inférieur à 3 % sur 3 ans.

Pour les Bulgares, le taux d'infraction à l'immigration était de 4,4 % en 2013 et le taux moyen de refus de visa sur 3 ans était de 15,76 %. Pour les Roumains, le taux d'infraction à l'immigration était de 2,7 % en 2013 et le taux moyen de refus de visa sur 3 ans était de 15 %. Même si les seuils ne sont pas absolus, les autorités canadiennes ont informé l'UE qu'une manœuvre politique n'est pas possible lorsque la différence entre le seuil et les taux est trop grande.
Depuis le 22 novembre 2014, les titulaires de passeports de pour des motifs de problèmes de sécurité nationale.
En décembre 2014, le ministre canadien des Affaires étrangères, l'honorable John Baird, a annoncé des changements dans la législation qui permettraient un régime sans visa pour tous les citoyens de l'UE.
En avril 2015, l'ancien premier ministre du Canada, Stephen Harper, a annoncé que les citoyens brésiliens, bulgares, mexicains et roumains qui avaient récemment visité le Canada ou qui avaient un visa de non-immigrant américain valide pourraient visiter le Canada sans visa, tout en en détenant une autorisation électronique à partir de 2016,,.
Le premier ministre sortant du Canada, Justin Trudeau, s'était engagé à abolir les exigences de visa pour les Mexicains en visite au Canada,. Le 28 juin 2016, Trudeau a annoncé que les exigences de visa pour les ressortissants mexicains seraient levées le 1er décembre 2016, bien que de nombreux responsables gouvernementaux aient critiqué le plan et l'aient déconseillé. Les risques identifiés comprennent la faiblesse des contrôles des passeports au Mexique, une augmentation potentielle des fausses demandes d'asile, l'augmentation du trafic d'êtres humains et de la drogue et l'implication du crime organisé de certains voyageurs. De plus, les États-Unis peuvent potentiellement resserrer les contrôles frontaliers, ce qui pourrait ralentir les échanges transfrontaliers entre les deux pays et nuire à l'économie canadienne. Les partis d'opposition ont critiqué le fait que cette décision était "une contrepartie complètement politique" en échange de la levée par le gouvernement mexicain de l'interdiction sur le bœuf canadien depuis 2003.
Le 31 octobre 2016, le gouvernement canadien a annoncé que le Canada avait l'intention de lever l'obligation de visa pour les citoyens roumains et bulgares à partir du 1er décembre 2017. Ceci dans le but d'un effort commun avec l'Union européenne.
Selon CBC News, des sources ont confirmé qu'après l'élection de Donald Trump à la présidence des États-Unis le 8 novembre 2016, des réunions se sont tenues entre des responsables d'IRCC et d'autres départements afin de se préparer à une éventuelle vague de demandeurs d'asile et de personnes en séjour prolongé en provenance de Mexique, bien que les exigences de visa seront toujours supprimées le 1er décembre comme prévu et qu'il n'y aura pas de modifications de dernière minute. Certains responsables ont déclaré que le Canada réintroduirait des exigences de visa antérieures si le nombre de demandeurs d'asile est trop élevé. Plusieurs scénarios ont été envisagés par les responsables et décisionnaires d'IRCC et du Ministre des Affaires Etrangères du Canada.
Le 24 novembre 2016, le gouvernement canadien a annoncé qu'à partir du 25 novembre 2016, les ressortissants mexicains peuvent demander l'AVE en ligne. Cependant, les Mexicains entrant au Canada avant le 1er décembre continueraient d'avoir besoin d'un visa. Le même jour, les ressortissants mexicains ne pouvaient plus demander de visa en ligne et devaient faire leur demande sur papier via un centre de demande de visa. L'obligation de visa a été levée le 1er décembre comme prévu et la délivrance de visas aux ressortissants mexicains a cessé, bien que Statistique Canada prévoie que le coût net de la levée de l'obligation de visa est de plus de CA$262 million au cours de la prochaine décennie, ce qui comprend les ressources supplémentaires d'application de la loi en matière d'immigration. et les coûts supplémentaires liés au traitement des demandes d'asile.
Depuis le 1er mai 2017, les citoyens brésiliens, bulgares et roumains qui ont eu un visa canadien au cours des 10 dernières années ou qui détiennent un visa non-immigrant américain valide peuvent voyager ou transiter par le Canada sans visa canadien.
Depuis le 27 juin 2017, les titulaires de passeports d'Antigua-et-Barbuda ont dorénavant besoin d'un visa pour entrer au Canada en raison de préoccupations concernant l'intégrité des documents de voyage d'Antigua-et-Barbuda. C'est-à-dire la prépondérance de faux-documents sur le marché noir et la corruptibilité des fonctionnaires.
Le 1er décembre 2017, les exigences de visa ont été levées pour les citoyens bulgares et roumains voyageant au Canada, à la suite de négociations avec l'Union européenne.
Le 5 juin 2018, les exigences de visa ont été levées pour les citoyens des Émirats Arabes Unis voyageant au Canada.
Le 5 juin 2018, le gouvernement canadien a annoncé qu'en raison « d'une augmentation substantielle des demandes d'asile et des voyages non de bonne foi en provenance de Roumanie, avec un nombre inquiétant de voyageurs utilisant des passeports temporaires et d'autres passeports non électroniques », le Canada a immédiatement imposé des restrictions de visa sur les citoyens roumains qui ne détiennent pas de passeport biométrique et qui n'ont pas obtenu d'AVE avant le 1er décembre 2017. Les AVE de ces personnes, si elles sont délivrées le 1er décembre 2017 ou après, sont annulées et elles doivent demander un visa dans les centres de demande de visa (VAC) canadiens les plus proches ou, si elles détiennent une confirmation de réservation pour des voyages réservés avant le 5 juin 2018 et partir avant ou le 18 juin 2018, en personne à une ambassade du Canada à Bucarest, Londres, Rome ou Vienne pour le traitement du visa le jour même. Les personnes dont l'AVE a été délivrée avant le 1er décembre 2017 ou celles qui détiennent un passeport biométrique roumain ne sont pas concernées par cette restriction.
Le 6 juin 2023, les ressortissants d'Antigua-et-Barbuda, d'Argentine, du Costa Rica, du Maroc, du Panama, des Philippines, de Saint-Kitts-et-Nevis, de Sainte-Lucie, de Saint-Vincent-et-les Grenadines, des Seychelles, de la Thaïlande, de Trinité-et-Tobago et de l'Uruguay qui avaient un visa canadien au cours des 10 années précédentes ou qui détenait un visa de non-immigrant américain valide est devenu admissible à demander une AVE au lieu d'un visa pour voyager au Canada par avion.

## Documents de voyage non reconnus
Le gouvernement canadien n'accepte aucun passeport délivré par la Somalie, les passeports non lisibles à la machine délivrés par la République tchèque, les passeports temporaires délivrés par l'Afrique du Sud ou les passeports provisoires délivrés par le Venezuela. Cependant, en 2021, plusieurs aménagements ont été proposés par IRCC pour les titulaires d'un passeport vénézuélien,.
Les titulaires de passeports somaliens sont de facto interdit d'entrée au Canada, car il n'y a aucune autorité en Somalie reconnue par le gouvernement canadien comme étant compétente pour délivrer des passeports au nom de la Somalie, et les autorités canadiennes de l'immigration n'endosseront donc pas les visas dans les passeports somaliens. Les citoyens somaliens peuvent voyager avec le passeport d'un autre pays pour pouvoir entrer au Canada. Si le citoyen somalien ne dispose pas d'une autre nationalité, il lui sera impossible de se rendre au Canada.